# AUKUS
AUKUS (/ˈɔːkəs/, een acroniem van de drie ondertekenende landen) is een trilateraal veiligheidspact tussen Australië, het Verenigd Koninkrijk en de Verenigde Staten, dat op 15 september 2021 werd aangekondigd. Volgens het pact gaan de Verenigde Staten en het Verenigd Koninkrijk Australië helpen kernonderzeeërs te ontwikkelen en in te zetten, hetgeen de westerse militaire aanwezigheid in de Grote Oceaan moet versterken. De drie deelnemende landen zijn reeds op het vlak van inlichtingen met elkaar verbonden via de Five Eyes, samen met Canada en Nieuw-Zeeland.
Hoewel het bondgenootschap niet uitdrukkelijk tegen China is gericht, wordt het in de praktijk wel zo begrepen, alvast in China zelf. Anderzijds voelde ook Frankrijk het als “een mes in de rug” omdat het zelf met Australië in onderhandeling was over de bouw van onderzeeërs. Voormalig premier Paul Keating noemde de onderzeeërdeal “de slechtste internationale beslissing was van de Labor Party in meer dan 100 jaar.”
De onderzeeërs zouden gebouwd worden in Adelaide (Australië).